# Колина (Фрозиноне)
Колина је насеље у Италији у округу Фрозиноне, региону Лацио.
Према процени из 2011. у насељу је живело 117 становника. Насеље се налази на надморској висини од 749 м.